# Virginie Razzano

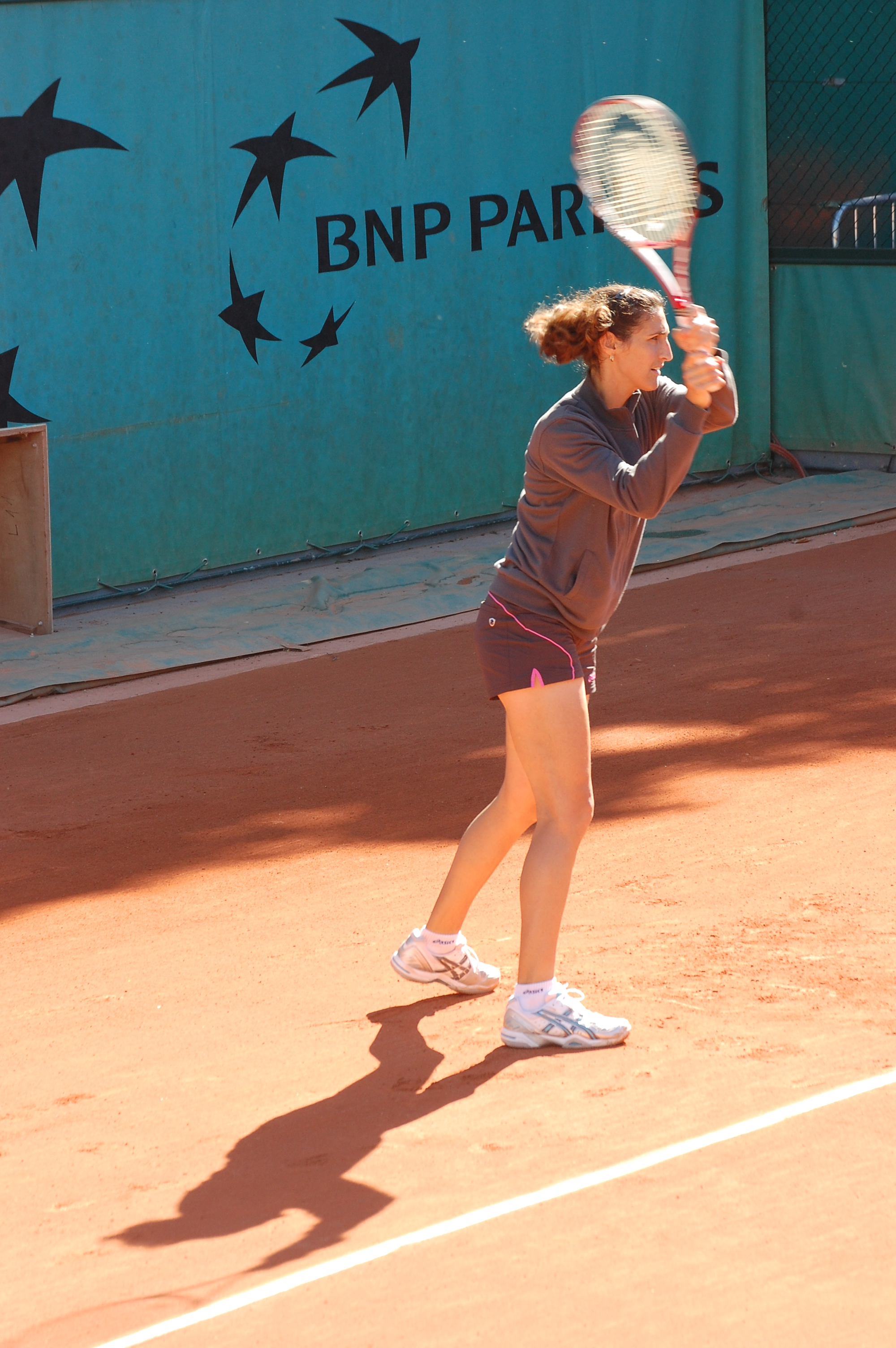
Virginie Razzano.

Virginie Razzano (Dijon, 12 de maig de 1983) és una tennista francesa, que va tenir la seva carrera professional del 1999 a 2018, i actualment retirada.
En el seu palmarès hi ha dos títols individuals i un més en dobles femenins. Va arribar a ocupar el 16è lloc del rànquing individual de la WTA l'any 2009. Va formar part de l'equip francès de la Fed Cup de forma habitual i va guanyar el títol en l'edició de 2003). Va destacar en categoria júnior guanyant diversos títols de Grand Slam en aquesta categoria.

## Palmarès

### Individual: 6 (2−4)
| Abans de 2009                | Després de 2009         |
| ---------------------------- | ----------------------- |
| Grand Slam (0−0)             |                         |
| WTA Tour Championships (0−0) |                         |
| Tier I (0−0)                 | Premier Mandatory (0−0) |
| Tier II (0−0)                | Premier 5 (0−1)         |
| Tier III (2−0)               | Premier (0−1)           |
| Tier IV i V (0−2)            | International (0−0)     |

| Títols per superfície |
| --------------------- |
| Dura (2−3)            |
| Gespa (0−1)           |
| Terra batuda (0−0)    |

| Resultat   | Núm. | Data                   | Torneig                    | Superfície | Oponent            | Marcador         |
| ---------- | ---- | ---------------------- | -------------------------- | ---------- | ------------------ | ---------------- |
| Finalista  | 1.   | 17 d'octubre de 2004   | Taixkent, Uzbekistan       | Dura       | Nicole Vaidišová   | 7−5, 3−6, 2−6    |
| Finalista  | 2.   | 27 d'agost de 2007     | Forest Hills, Estats Units | Dura       | Gisela Dulko       | 2−6, 2−6         |
| Guanyadora | 1.   | 30 de setembre de 2007 | Canton, Xina               | Dura       | Tzipora Obziler    | 6−0, 6−3         |
| Guanyadora | 2.   | 7 d'octubre de 2007    | Tòquio, Japó               | Dura       | Venus Williams     | 4−6, 7−6(7), 6−4 |
| Finalista  | 3.   | 1 de març de 2009      | Dubai, Emirats Àrabs Units | Dura       | Venus Williams     | 4−6, 2−6         |
| Finalista  | 4.   | 20 de juny de 2009     | Eastbourne, Regne Unit     | Gespa      | Caroline Wozniacki | 6−7(5), 5−7      |

### Dobles femenins: 1 (1−0)
| Abans de 2009                | Després de 2009         |
| ---------------------------- | ----------------------- |
| Grand Slam (0−0)             |                         |
| WTA Tour Championships (0−0) |                         |
| Tier I (0−0)                 | Premier Mandatory (0−0) |
| Tier II (1−0)                | Premier 5 (0−0)         |
| Tier III (0−0)               | Premier (0−0)           |
| Tier IV i V (0−0)            | International (0−0)     |

| Títols per superfície |
| --------------------- |
| Dura (0−0)            |
| Gespa (0−0)           |
| Terra batuda (0−0)    |
| Moqueta (1−0)         |

| Resultat   | Núm. | Data                | Torneig       | Superfície | Parella    | Oponents                     | Marcador |
| ---------- | ---- | ------------------- | ------------- | ---------- | ---------- | ---------------------------- | -------- |
| Guanyadora | 1.   | 5 de febrer de 2001 | París, França | Moqueta    | Iva Majoli | Kimberly Po Nathalie Tauziat | 6−3, 7−5 |

## Trajectòria

### Individual
| Open d'Austràlia | A  | A   | 1R  | 3R          | 1R          | 2R          | A  | 1R          | 3R          | 2R          | 3R | 3R          | 1R          | 2R          | 1R  | Q1          | 2R          | Q2          | Q3  | Q3  | 0 / 13    | 12 – 13   |
| Roland Garros | Q1 | 1R  | 3R  | 3R          | 2R          | 1R          | 2R | 3R          | 1R          | 1R          | 1R | 4R          | 1R          | 1R          | 2R  | 3R          | 1R          | 2R          | 2R  | Q3  | 0 / 18    | 15 – 18   |
| Wimbledon | A  | A   | A   | 1R          | 2R          | 2R          | 3R | 2R          | 1R          | 1R          | 1R | 4R          | A           | 2R          | 1R  | 1R          | 1R          | A           | Q2  | A   | 0 / 13    | 8 – 13    |
| US Open | A  | A   | Q3  | 2R          | 2R          | 2R          | 1R | 2R          | 4R          | 2R          | 1R | 1R          | 3R          | 1R          | 1R  | 1R          | 1R          | Q1          | 1R  | A   | 0 / 15    | 10 – 15   |
| Jocs Olímpics | NC | NC  | A   | No celebrat | No celebrat | No celebrat | A  | No celebrat | No celebrat | No celebrat | 2R | No celebrat | No celebrat | No celebrat | A   | No celebrat | No celebrat | No celebrat | A   | NC  | 0 / 1     | 1 – 1     |
| Total Victòries–Derrotes |    |     |     |             |             |             |    |             |             |             |    |             |             |             |     |             |             |             |     |     | 407 – 376 | 407 – 376 |
| Rànquing a final d'any | –  | 371 | 204 | 73          | 76          | 72          | 60 | 51          | 87          | 28          | 59 | 19          | 116         | 85          | 160 | 96          | 172         | 199         | 167 | 409 |           |           |
| Llegenda: G: Guanyadora; F: Finalista; SF: Semifinalista; QF: Quarts de final; Q: Qualificació; A: Absent; RR: Round Robin; |    |     |     |             |             |             |    |             |             |             |    |             |             |             |     |             |             |             |     |     |           |           |

### Dobles femenins
| Open d'Austràlia | A  | A   | 1R          | 2R          | A           | A   | A           | 1R          | A           | 1R  | 1R          | 2R          | A           | 2R  | A           | A           | A           | A    | A    | 0 / 7  | 3 – 7  |
| Roland Garros | 1R | 2R  | 1R          | 1R          | 1R          | 1R  | 1R          | 1R          | 1R          | 1R  | 1R          | 1R          | 1R          | 1R  | 1R          | 1R          | 1R          | 1R   | 1R   | 0 / 19 | 1 – 19 |
| Wimbledon | A  | A   | 2R          | A           | A           | A   | 2R          | 1R          | 1R          | 1R  | 1R          | A           | A           | 1R  | A           | A           | A           | A    | A    | 0 / 7  | 2 – 7  |
| US Open | A  | A   | 1R          | A           | A           | A   | 2R          | A           | 1R          | QF  | 2R          | A           | 1R          | A   | A           | A           | A           | A    | A    | 0 / 6  | 5 – 6  |
| Jocs Olímpics | NC | A   | No celebrat | No celebrat | No celebrat | A   | No celebrat | No celebrat | No celebrat | 1R  | No celebrat | No celebrat | No celebrat | A   | No celebrat | No celebrat | No celebrat | A    | NC   | 0 / 1  | 0 – 1  |
| Rànquing a final d'any | –  | 203 | 93          | 171         | 316         | 224 | 188         | 260         | 894         | 156 | 256         | –           | 198         | 205 | –           | 1073        | 1131        | 1119 | 1133 |        |        |
| Llegenda: G: Guanyadora; F: Finalista; SF: Semifinalista; QF: Quarts de final; Q: Qualificació; A: Absent; RR: Round Robin; |    |     |             |             |             |     |             |             |             |     |             |             |             |     |             |             |             |      |      |        |        |

### Dobles mixts
| Open d'Austràlia | A  | A | A | A  | A | 2R | A  | A  | A  | A  | A | A | A | A  | A  | 0 / 1 | 1 – 1 |
| Roland Garros | 1R | A | A | 1R | A | QF | 1R | 1R | 2R | 2R | A | A | A | 1R | 1R | 0 / 9 | 4 – 9 |
| Wimbledon | A  | A | A | A  | A | 1R | A  | A  | A  | A  | A | A | A | A  | A  | 0 / 1 | 0 – 1 |
| US Open | A  | A | A | A  | A | 2R | A  | A  | A  | A  | A | A | A | A  | A  | 0 / 1 | 1 – 1 |
| Llegenda: G: Guanyadora; F: Finalista; SF: Semifinalista; QF: Quarts de final; Q: Qualificació; A: Absent; RR: Round Robin; |    |   |   |    |   |    |    |    |    |    |   |   |   |    |    |       |       |